# Regentenbau (Bad Kissingen)
Le Regentenbau (allemand pour bâtiment du régent) est une salle de concert dans la ville de Bad Kissingen en Bavière, Allemagne.

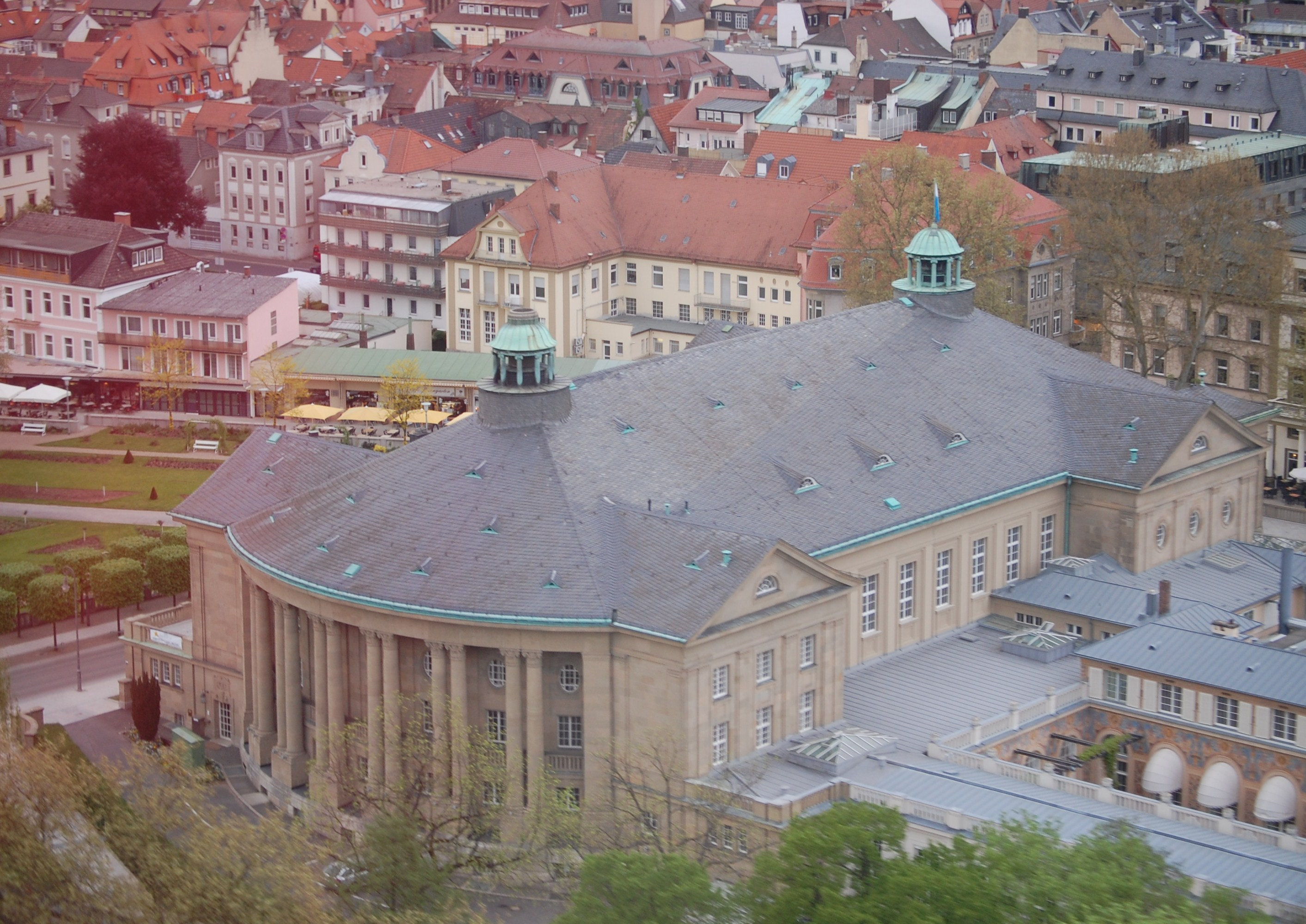
Le Regentenbau
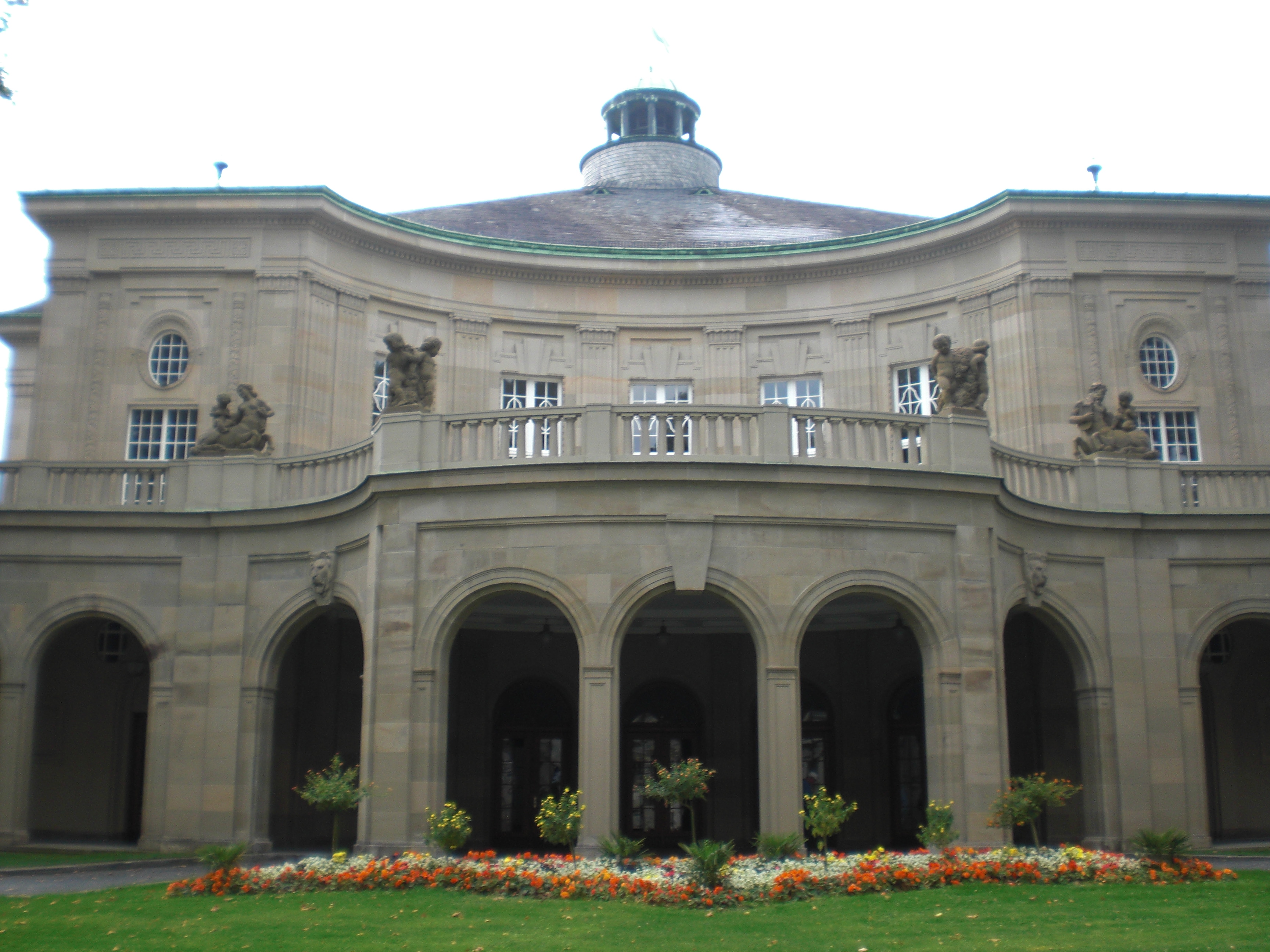
Entrée du Regentenbau
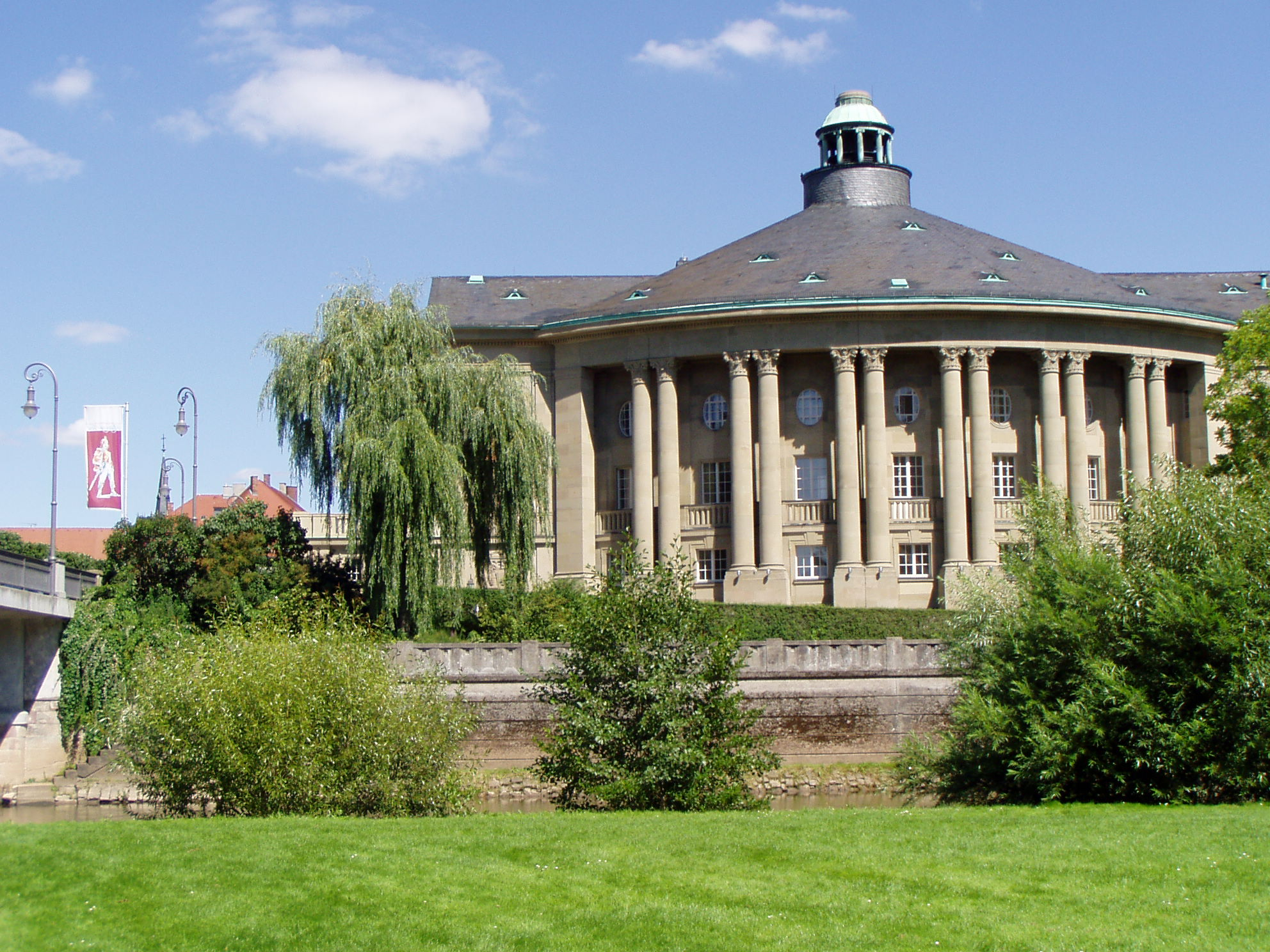
Le derrière du Regentenbau
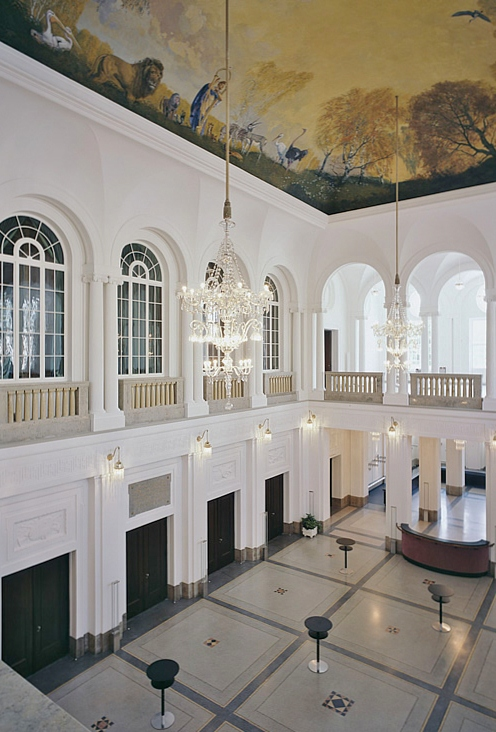
Foyer du Regentenbau
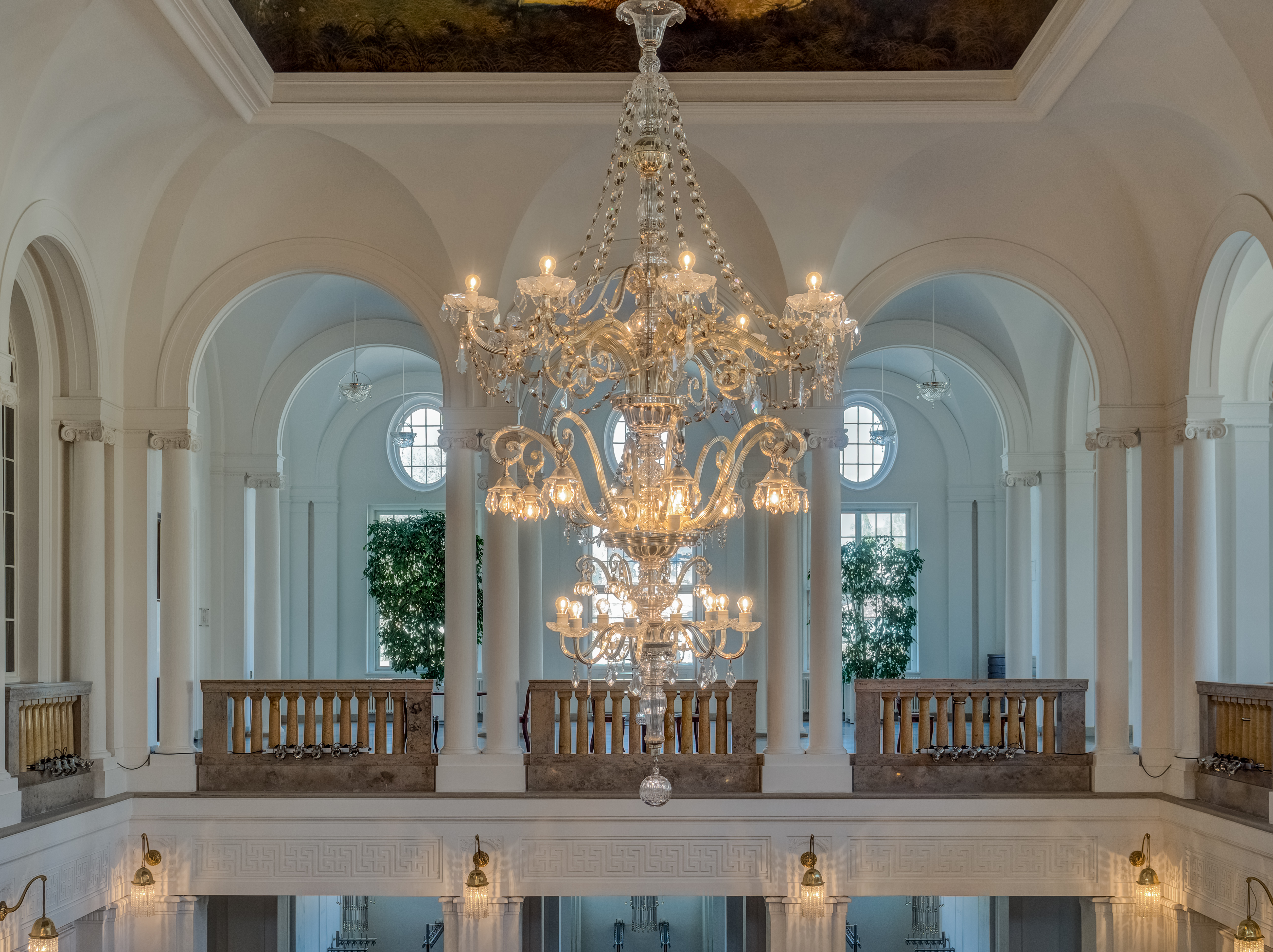
Le premier étage. Photo avril 2017.
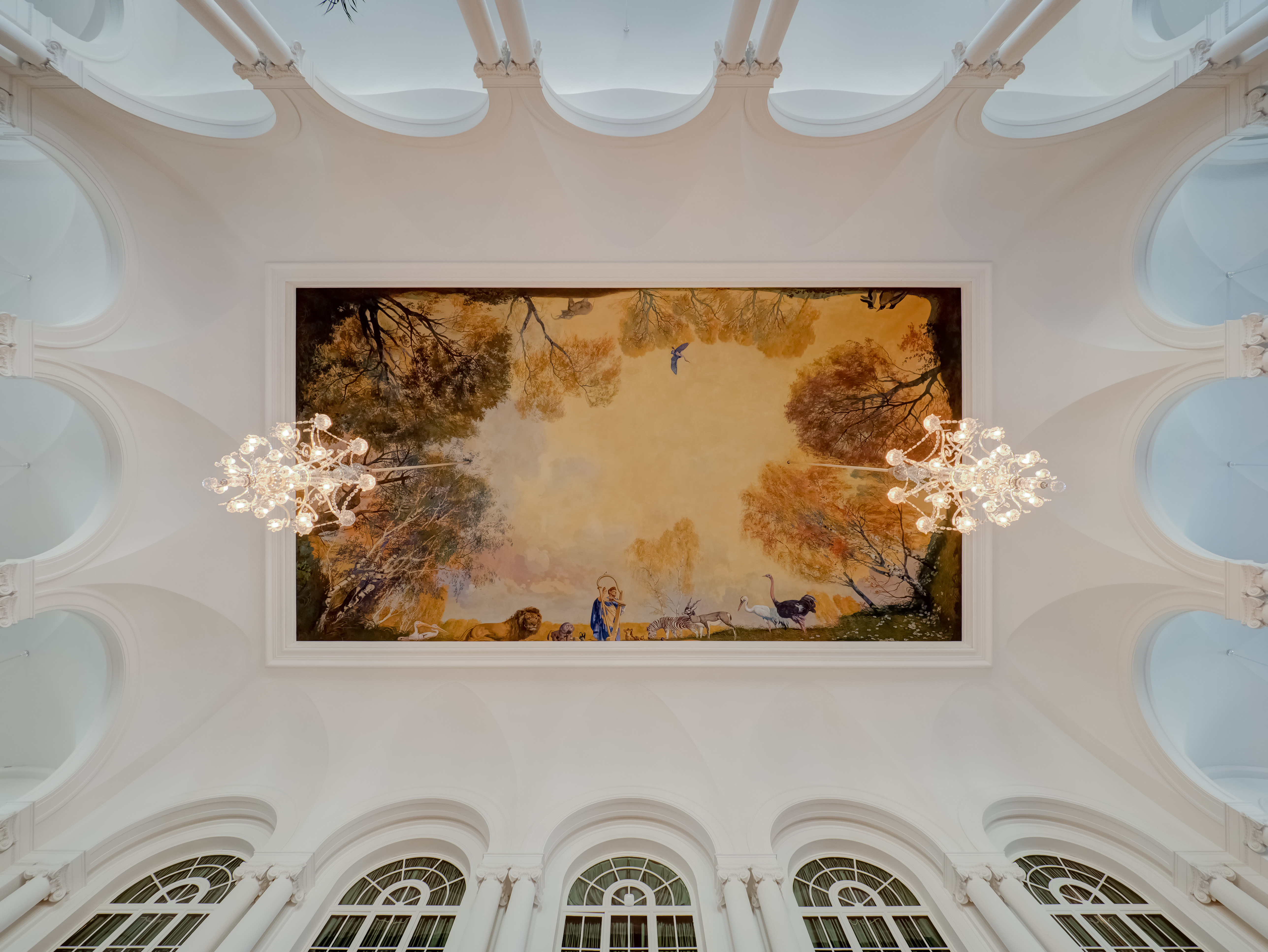
Le plafond du foyer. Photo avril 2017.

## Histoire
La salle de concert a été construite de 1911 à 1913 dans un style néo-baroque selon les plans de l'architecte Max Littmann. Le prince régent Luitpold de Bavière a commandé la construction du Regentenbau. Le bâtiment a été inauguré par son fils et successeur Ludwig III de Bavière les 15 et 16 mai 1913 . Le propriétaire est l'état de Bavière. Le Regentenbau est sous la protection des monuments et enregistré sous le numéro D-6-72-114-38.
Situé entre le Kurgarten (jardin de la cure) et la rivière Fränkische Saale le Regentenbau a complété le quartier thermal de Bad Kissingen. Luitpold de Bavière avait donné un contrat de construction complet pour les nouveaux bâtiments de l'état à Bad Kissingen à Max Littmann en 1905. Cette commande, dont le gouvernement bavarois a approuvé le financement en 1910, comprenait aussi la construction de la Wandelhalle (hall des promenades), la Brunnenhalle (hall des sources) et la rénovation et l'intégration structurelle de l'ancien Arkadenbau de Friedrich von Gärtner, un bâtiment d'arcade de 200 mètres de longueur de 1838 avec sa salle Conversationssaal (aujourd'hui Rossini-Saal), au Regentenbau.
Depuis l'ouverture jusqu'à 1918, l' Orchestre symphonique de Vienne, ayant l'orchestre saisonal de Bad Kissingen, a donné ses concerts du soir au Regentenbau. L' Orchestre philharmonique de Munich a suivi de 1919 à 1942. Puis la vie musicale finissait en raison de la Seconde Guerre mondiale . Après la guerre le Regentenbau a été occupé par les troupes américaines pendant deux années . La vie musicale commençait à nouveau en 1950 avec l'orchestre Hofer Symphoniker (jusqu' à 1979). Depuis 1986, le Regentenbau est l'endroit principal du festival Kissinger Sommer.
De 2003 à 2005, le Regentenbau a été complètement rénové .

## Les salles

### Max-Littmann-Saal (Salle Max Littmann)

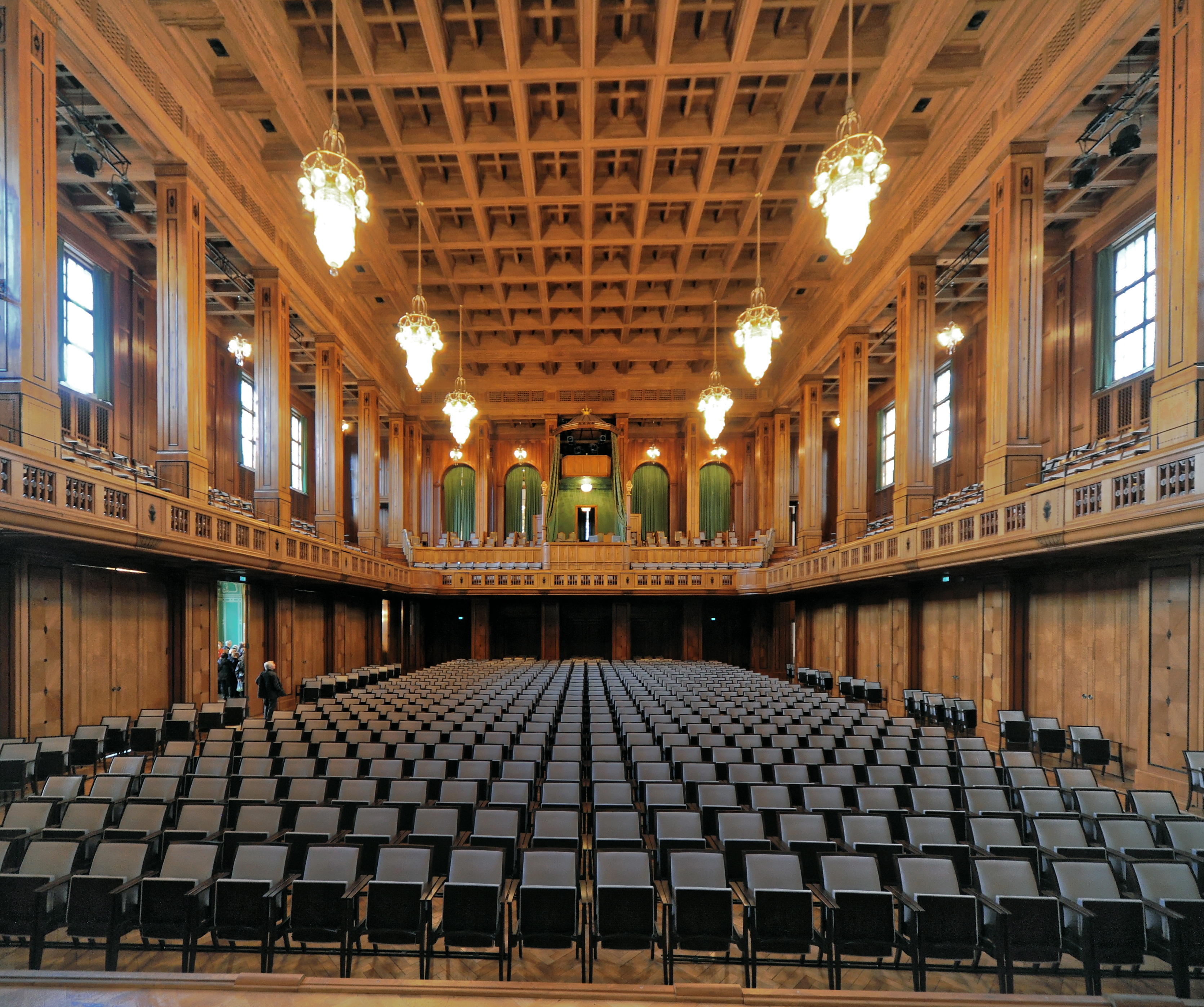
Salle Max Littmann

La salle Max-Littmann-Saal (Salle Max Littmann) était à l'origine appelée Großer Saal (Grand Salle). Après la fin de la rénovation en 2005, elle a été nommée officiellement d'après l'architecte Max Littmann. La salle d'environ 455 mètres carrés est de 36 mètres de longueur, 16 mètres de hauteur et est entourée par une grande galerie en forme de U. La salle peut accueillir un maximum de 1160 visiteurs, environ 660 dans le parquet et environ 500 sur la galerie. Elle est utilisée pour des concerts, mais aussi pour des conférences. Des experts comptent la salle Max-Littmann-Saal parmi les meilleures salles de concert du monde . Les lambris en bois de cerisier donnent à la salle, qui est du type "boîte de chaussure“, une acoustique très acclamée. Derrière le panneau, un espace de cinq à dix centimètres à la paroi agit comme espace de résonance. Des mesurages pendant la rénovation de 2005 donnaient des temps de réverbération de 1,1 à 1,8 seconde. Ces valeurs acoustiques sont semblables au Boston Symphony Hall ou au Usher Hall à Edimbourg. Ainsi, la salle Max-Littmann-Saal était souvent utilisée pour les enregistrements de musique classique. Beaucoup de concerts du Kissinger Sommer sont enregistrés dans la salle par le radiodiffuseur Bayerischer Rundfunk. La salle est reliée aux salles voisines Grüner Saal et Weißer Saal par des grandes portes pliantes, qui permettent d'agrandir la capacité de la Max-Littmann-Saal.

### Grüner Saal (Salle verte)

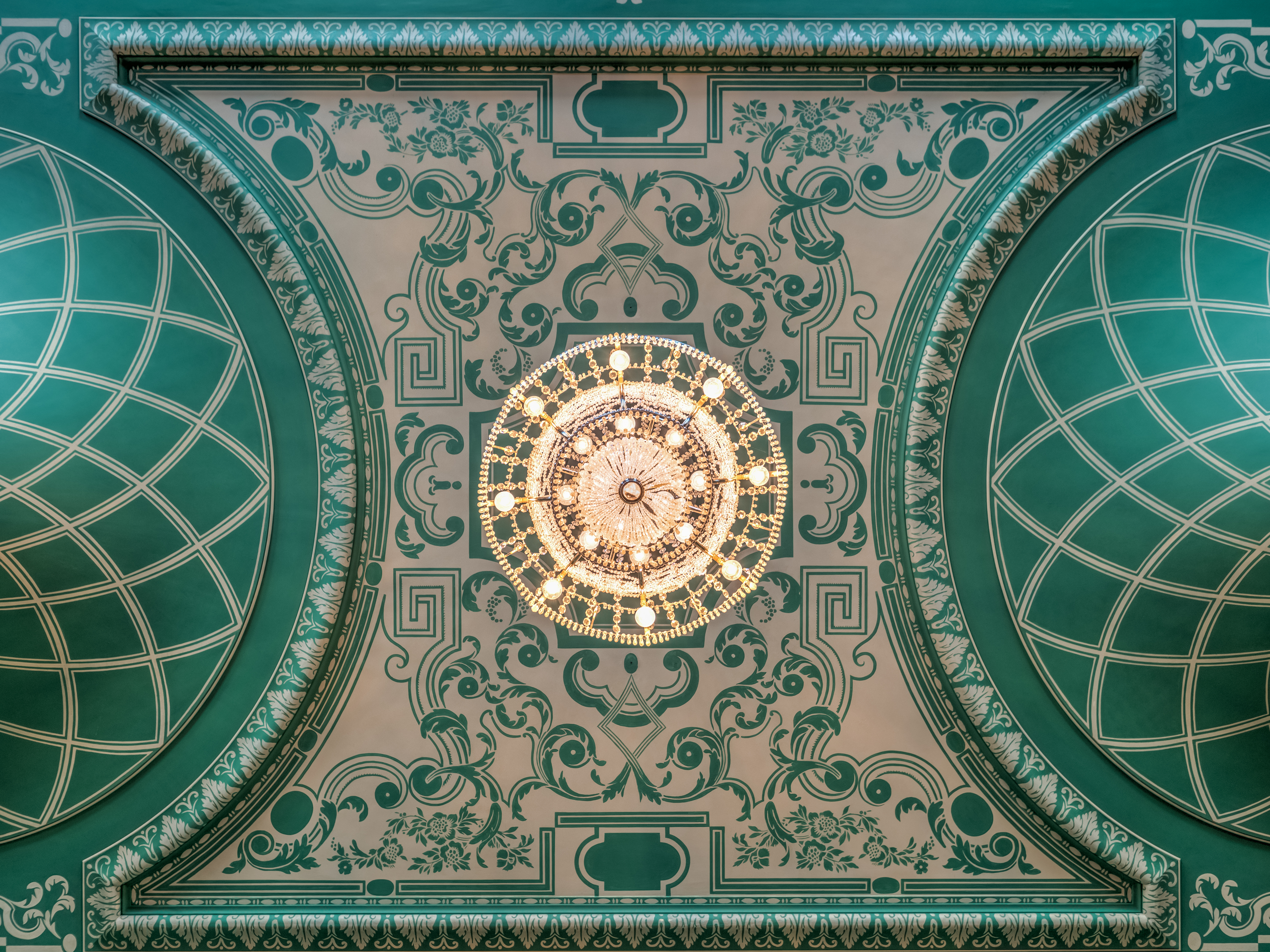
Le plafond de la salle verte.

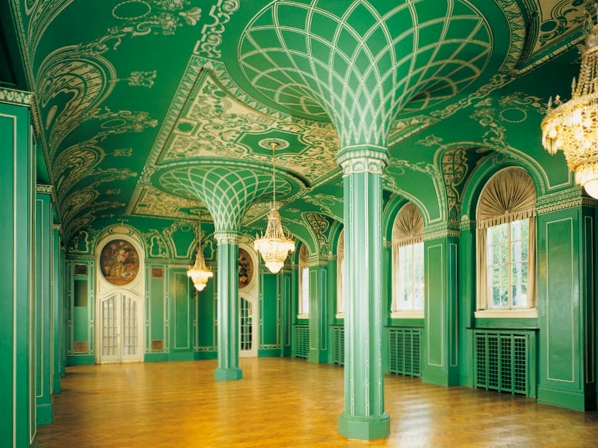
Grüner Saal (Salle Verte) du Regentenbau

La salle en style d'art nouveau était prévue pour la musique de chambre. Elle a 21 mètres de longueur, 8,5 mètres de largeur et a 120 sièges.

### Weißer Saal (Salle blanche)
La salle en style de rococo d'environ 150 mètres carrés et d'une capacité de 100 places est également utilisée pour de petits concerts. D'un côté, elle est reliée à la salle Max-Littmann-Saal avec des portes-miroirs de trois mètres de hauteur, tandis que les portes en verre mènent à la cour Schmuckhof de l'autre côté. 

### Schmuckhof (Cour)

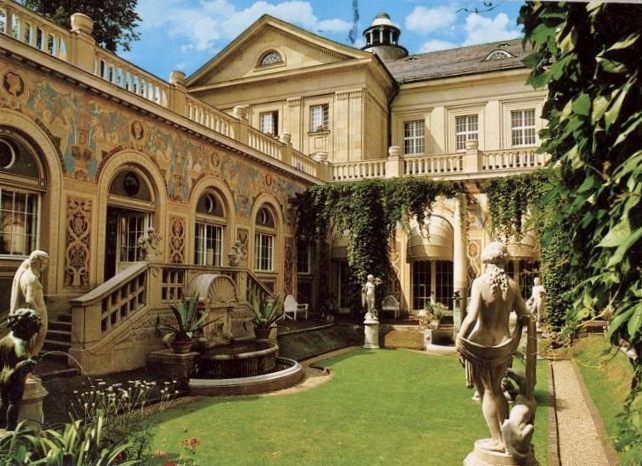
Schmuckhof (cour) du Regentenbau

La cour Schmuckhof, construit dans le style néo-baroque, est une petite cour intérieure entre la salle blanche, le Salon am Schmuckhof (150 mètres carrés, 110 places) et le foyer de la salle Rossini-Saal. 

### Rossini-Saal (Salle Rossini)

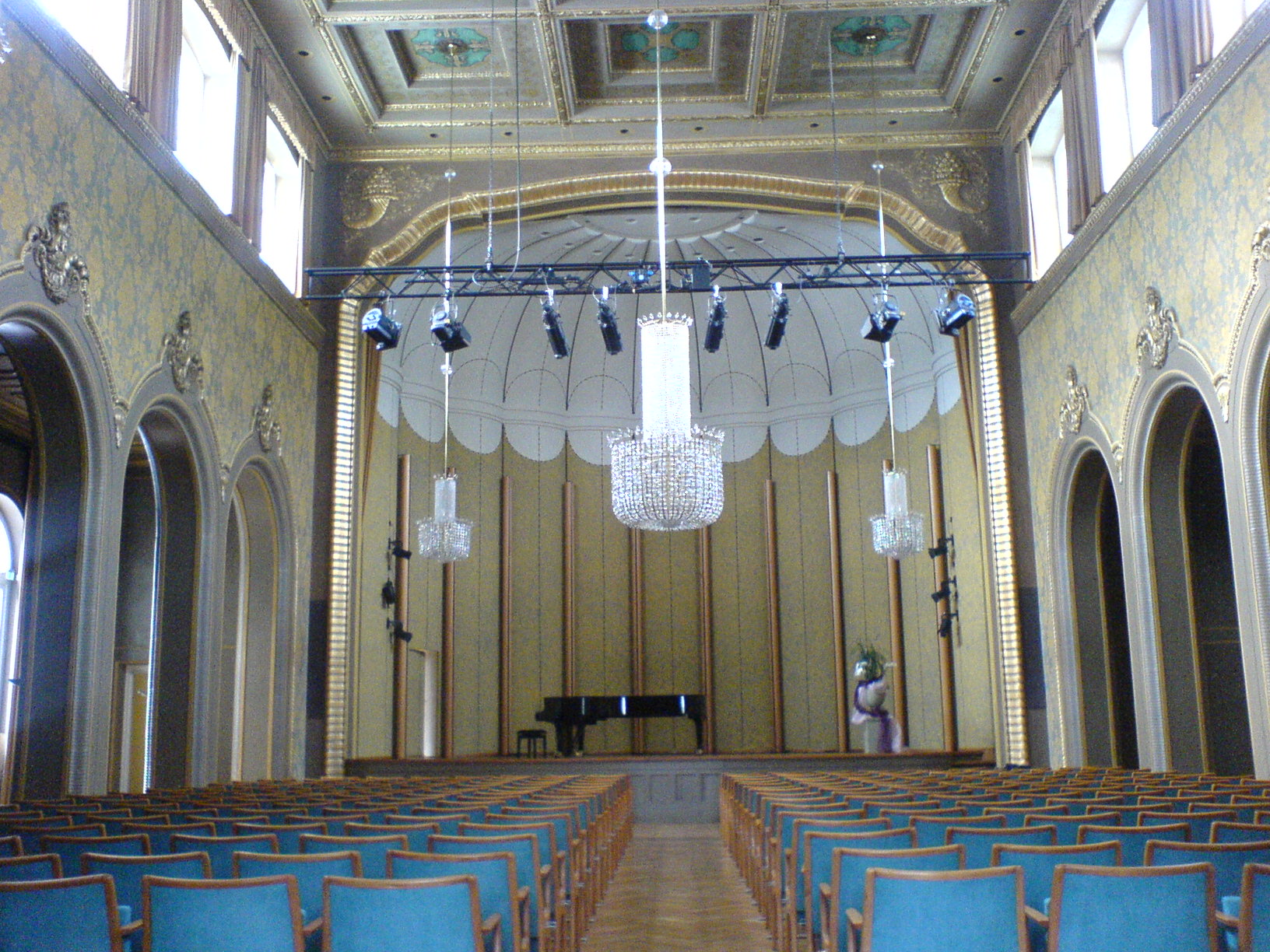
Rossini-Saal (Salle Rossini), transformée par Max Littmann en 1911

Littmann a transformé la vieille Conversationssaal de Friedrich von Gärtner et ajouté une scène supplémentaire. La salle est aussi utilisée pour des petits concerts. 280 personnes peuvent s'asseoir dans la salle avec ses 330 mètres carrés. Après la rénovation générale autour de l'an 2000, la salle a été renommée Rossini-Saal d'après le compositeur Gioachino Rossini, qui a visité Bad Kissingen comme un curiste en 1856.